# Tom Minton
Tom Minton är en amerikansk manusförfattare och producent. Han har bland annat jobbat med Tiny Toon Adventures, Animaniacs, Pinky och Hjärnan, Freakazoid, Sylvester och Pips mysterier och Duck Dodgers.
För sitt arbete med Animaniacs har han vunnit en Peabody Award.
Figuren Hjärnan i Pinky och Hjärnan baseras på Tom Minton.